# Богданув (Опольське воєводство)
Богданув (пол. Bogdanów, нім. Boitmannsdorf) — село в Польщі, у гміні Гродкув Бжезького повіту Опольського воєводства.
Населення — 164 особи (2011).

## Демографія
Демографічна структура станом на 31 березня 2011 року:
|          | Загалом | Допрацездатний вік | Працездатний вік | Постпрацездатний вік |
| -------- | ------- | ------------------ | ---------------- | -------------------- |
| Чоловіки | 80      | 18                 | 54               | 8                    |
| Жінки    | 84      | 16                 | 40               | 28                   |
| Разом    | 164     | 34                 | 94               | 36                   |